# Yosef Yitzchok Schneersohn
Yosef Yitzchok (Joseph Isaac) Schneersohn (in ebraico יוסף יצחק שניאורסון‎?, in yiddish: יוסף יצחק שניאורסאהן, in russo Йо́сеф И́цхок Шне́ерсон?, Josef Icchok Šneerson; Ljubaviči, 9 giugno 1880 – Brooklyn, 28 gennaio 1950) è stato un filosofo, mistico e rabbino russo naturalizzato statunitense, sesto rebbe del movimento Chabad-Lubavitch.
Egli fu un rabbino ortodosso ed il penultimo rebbe (capo spirituale dell'ebraismo chassidico) degli chassidim di Chabad. Noto con gli appellativi di Frierdiker Rebbe (precedente rebbe) o Rebbe Rayatz (RaYYaTz, acronimo di Rabbi Yosef Yitzchak), riuscì a sopravvivere ad ambedue le guerre mondiali e, dopo la sua fuga fuori dall'Europa comunista, rifondò la chassidut di Lubavitch negli Stati Uniti.
Profugo del comunismo e del nazismo, dopo molti anni di strenua attività per mantenere in vita l'ebraismo ortodosso nell'Unione Sovietica, fu costretto a emigrare; continuò la sua lotta dalla Lettonia, poi dalla Polonia ed infine da New York, dove trascorse gli ultimi dieci anni di vita. Fu uno dei capi religiosi dell'ebraismo più influenti.

## Vita: primo periodo
Yosef Yitzchok Schneersohn nacque a Ljubaviči, in Russia. Fu nominato segretario personale del padre all'età di 15 anni; quell'anno rappresentò anche suo padre alla conferenza dei capi comunitari a Kovno. L'anno seguente (1896) partecipò alla conferenza di Vilna, dove rabbini e leader comunitari discutevano su temi come l'educazione ebraica autentica, il permesso ai bambini ebrei di non frequentare la scuola durante i giorni di Shabbat, la creazione di un'organizzazione generale ebraica con lo scopo di rafforzare il giudaismo. Partecipò di nuovo a tale conferenza nel 1908.
Il 13 Elul 5657 (1897) all'età di 17 anni sposò una lontana cugina, la rebbetzin Nechama Dina Schneersohn, figlia del rabbino Avraham Schneerson di Chișinău, figlio di Yisroel Noach di Nižyn, figlio di Menachem Mendel Schneersohn.
Nel 1898 fu nominato capo della rete di yeshivah "Tomchei Temimim" .
Nel 1901, col sostegno finanziario di Yaakov e Eliezer Poliakoff aprì mulini per la lavorazione della lana a Dubrovno e a Mogilev e fondò anche una yeshiva a Bukhara.
Successivamente si attivò per la difesa dei diritti degli ebrei e si presentò alle autorità zariste a San Pietroburgo e a Mosca. Durante la guerra russo-giapponese del 1904, assistette le reclute coscritte dall'esercito russo, mandando loro viveri kosher e rifornimenti in Estremo Oriente.
Nel 1905 partecipò alla raccolta di fondi per supplire alle necessità della festività del Pesach per le truppe stanziate in Estremo Oriente.
Con l'aumento dell'antisemitismo e dei pogrom contro gli ebrei, nel 1906 viaggiò con altri noti rabbini per cercare l'appoggio dei governi dell'Europa occidentale, in particolare della Germania e dei Paesi Bassi, e persuase i banchieri di queste nazioni ad usare la loro influenza per fermare i pogrom.
Fu arrestato e liberato quattro volte tra il 1902 e il 1911 dalla polizia zarista per il suo attivismo.

## Nomina arebbe
Alla morte del padre, il rabbino Sholom Dovber Schneersohn, nel 1920 Yosef Yitzchok divenne sesto rebbe di Chabad-Lubavitch. Era un periodo di grandi turbolenze sociali e politiche, a seguito della rivoluzione russa del 1917: i vittoriosi bolscevichi, anti-religiosi, tra i quali numerosi ebrei, si impegnavano a sradicare e sopprimere tutta l'attività religiosa nella "nuova" Russia bolscevica.

## Lotta contro i bolscevichi
A seguito della conquista della Russia, i comunisti crearono una "sezione per gli affari ebraici" diretta da ebrei, noti come gli yevsektsiya, che istigavano azioni anti-ebraiche intese a togliere agli ebrei ortodossi la loro vita religiosa. In qualità di "rebbe" del movimento ebraico russo, Schneersohn fu fortemente polemico contro il regime ateo comunista e la sua intenzione di sradicare violentemente la religione su tutto il territorio. Di proposito diresse i suoi seguaci a fondare scuole religiose andando contro le direttive della "dittatura proletaria" marxista-leninista.
In seguito alla rivoluzione di febbraio si tennero elezioni per i consigli civici ebraici e per l'Assemblea ebraica generale. Il padre Sholom Dovber Schneersohn fu attivo senza sosta per organizzare un fronte religioso con un centro ed un ufficio speciale che potesse prendersene cura. Per tale motivo diede avvio ad una conferenza, unica nel suo genere, dove invitò tutti i grandi studiosi della Torah in Russia; essa si tenne nel 1917 a Mosca, preceduta da un incontro a Pietrogrado con i rabbini principali, per decidere quali argomenti si dovessero affrontare. Purtroppo, a causa dello scarso numero di partecipanti, desiderosi di tornare a casa, la conferenza di Mosca non diede i risultati sperati. Fu quindi necessario organizzarne un'altra, questa volta a Charkov nel 1918, per discutere delle elezioni dell'Assemblea ebraica generale.
Nel 1921 creò una sede del "Tomchei Temimim" a Varsavia.
Nel 1924 fu costretto dalla polizia segreta russa, la Čeka, a lasciare Rostov Velikij a causa delle diffamazioni dei yevsektsiya e si stabilì a Leningrado. In questo periodo si impegnò a rafforzare l'osservanza della Torah tramite attività che coinvolgessero rabbini, scuole Torah per bambini, yeshivot, shochtim, educatori esperti di Torah, aprendo anche varie mikva'ot; fondò anche un comitato speciale per assistere lavoratori manovali ad osservare lo Shabbat. Creò Agudat Chasidei Chabad negli Stati Uniti e Canada.
Nel 1927 aprì alcune yeshivot a Bukhara.
Fu responsabile della preservazione del sistema yeshiva Chabad, ormai clandestino, che allora aveva dieci sedi in Russia. Fu continuamente sotto sorveglianza degli agenti del NKVD.
Schneersohn si batteva contro la partenza dei chassidim dalla Russia, anche se ne avevano la possibilità. Proibì ai suoi seguaci di partire, chiamando "disertori" coloro che lo facevano.
Nel 1927 fu arrestato e incarcerato nella prigione Spalerno a Leningrado. Fu processato da un consiglio armato di rivoluzionari, accusato di attività contro-rivoluzionarie e condannato a morte. Lo scandalo internazionale contro tale sentenza e la pressione dei governi occidentali e della Croce Rossa Internazionale costrinse il regime comunista a commutare la pena a tre anni di confino a Kostroma. Ekaterina Peškova, nota attivista russa per i diritti umani, aiutò dall'interno. Tale pena fu nuovamente commutata, grazie ad ulteriori pressioni politiche estere, e Schneersohn fu finalmente liberato col permesso di lasciare la Russia e trasferirsi a Riga in Lettonia, dove visse dal 1928 al 1929.
Andò poi in Palestina a visitare i luoghi santi ebraici e incontrò numerosi rabbini e capi comunitari. Da lì viaggiò negli Stati Uniti, dove fu ricevuto alla Casa Bianca dal presidente Herbert Hoover, il quale, quando era candidato repubblicano alla presidenza, aveva sostenuto la sua liberazione. I seguaci Lubavitch americani pregarono il rebbe di lasciare la Russia e rimanere negli Stati Uniti, ma Schneersohn si rifiutò dichiarando che l'America era una nazione irreligiosa, dove persino i rabbini si radevano la barba. Dal 1934 fino agli inizi della seconda guerra mondiale visse a Varsavia.

## Da Varsavia agli USA
Dopo l'attacco della Germania nazista contro la Polonia nel 1939, Schneersohn si rifiutò di lasciare Varsavia. Rimase in città durante i bombardamenti e la resa ai nazisti. Si distinse per il continuo sostegno che offerse a tutti gli ebrei con la sua organizzazione Chabad e aiutandoli a fuggire dall'invasore. Dietro intercessione del dipartimento di Stato americano a Washington e con l'appoggio di molti capi ebraici (e, a quanto sembra, con l'assistenza dell'ammiraglio Wilhelm Canaris, comandante dell'Abwehr), furono concessi al rebbe l'immunità diplomatica e il trasferimento sicuro da Berlino a Riga e poi a New York, dove arrivò il 9 marzo 1940.
Quando Schneersohn giunse in America, due dei suoi chassidim lo andarono a trovare e gli dissero di non iniziare le attività che Lubavitch aveva intrapreso in Europa perché l'America era diversa, per evitare delusioni. Schneersohn scrisse: «Mi vennero lagrime amare agli occh»i, ma imperterrito, il giorno dopo aprì la prima Yeshiva Lubavitch d'America affermando: «L'America non è diversa».

## Inaugurazione delle attività Lubavitch negli USA
Nell'ultimo decennio di vita, dal 1940 al 1950, Schneersohn visse nel quartiere di Crown Heights a Brooklyn (New York). Fu spesso di salute troppo cagionevole per reggersi in piedi. La comunità di Crown Heights rimase piccola e i registri della sinagoga riportano che ad un certo punto del 1950 non riuscivano a raggiungere una minian regolare.
Schneersohn era già debole fisicamente e ammalato, a causa delle sofferenze ricevute dai comunisti e dai nazisti, ma aveva il grande progetto di ricostruire il giudaismo ortodosso in America e voleva che il suo movimento ne fosse il fautore. A questo proposito fece una campagna di ricostruzione per creare scuole religiose ebraiche e yeshiva per ragazzi e ragazze, donne e uomini, aprì tipografie per le voluminose pubblicazioni del suo movimento e iniziò un processo di massiccia divulgazione dell'osservanza ebraica in tutto il mondo.
Iniziò ad insegnare pubblicamente e molti venivano ad ascoltarlo, al che Scheersohn raccolse un gruppo di suoi rabbini e li inviò in altre città, iniziativa che fu poi proseguita ed estesa dal suo genero e successore, il rabbino Menachem Mendel Schneerson.
Nel 1948 fondò un villaggio Lubavitch nella terra di Israele, noto col nome di Kfar Chabad, vicino a Tel Aviv, sul sito del villaggio arabo abbandonato Safria.
Morì nel 1950 e fu sepolto al cimitero Montefiore nel Queens (New York). Non ebbe figli e il genero più giovane, Menachem Mendel Schneerson ("il rebbe") gli succedette in qualità di Lubavitcher rebbe, mentre quello più anziano, Shemaryahu Gurary, venne nominato alla direzione della rete di Yeshiva Chabad chiamata "Tomchei Temimim". Finanziato dal filantropo Joseph Gutnick di Melbourne (Australia), il "Centro Chabad-Lubavitch Ohel" sul Francis Lewis Boulevard nel Queens è situato vicino all'Ohel ("sepolcro"). La sua tomba, nota appunto col nome di Ohel, divenne punto centrale di raccoglimento per il suo successore, che lo andava a visitare regolarmente per molte ore di preghiera, meditazione e suppliche per gli ebrei di tutto il mondo.

## Controversie
La reazione di Schneersohn alla Shoah fu criticata da alcuni studiosi e da alcuni membri del rabbinato associati ad un'organizzazione europea per il salvataggio degli ebrei perseguitati.

## Opere pubblicate

### In ebraico e yiddish
- Sefer Hamaamarim – 5680-5689, 8 voll.
- Sefer Hamaamarim – 5692-5693.
- Sefer Hamaamarim – 5696-5711, 15 voll.
- Sefer Hamaamarim – Kuntresim, 3 voll.
- Sefer Hamaamarim – Yiddish
- Sefer Hasichot – 5680-5691, 2 voll.
- Sefer Hasichot – 5696-5710, 8 voll.
- Likkutei Dibburim, 4 voll.
- Kuntres Torat Hachasidut
- Kuntres Limud Hachasidut
- Admur Hatzemach Tzedek U'Tenuat Hahaskalah
- Kitzurim L'Biurei Hazohar
- Sefer Hakitzurim – Shaarei Orah
- Kitzurim L'Kuntres Hatefillah
- Sefer Hazichronot, 2 voll.
- Moreh Shiur B'Limudei Yom Yom – Chumash, Tehillim,
- Tanya Seder Haselichot
- Maamar V'Ha'ish Moshe Anav, 5698
- Igrot Kodesh, 14 vol.

### Traduzioni in ebraico
- Likkutei Dibburim, 5 voll.
- Sefer Hasichot – 5700-5705, 3 voll.
- Sefer Hazichronot, 2 voll.

### Traduzioni in inglese
- Lubavitcher Rabbi's Memoirs
- On Saying Tehillim
- The Tzemach Tzedek and the Haskala Movement
- On Learning Chasidut
- On the Teachings of Chasidut
- Some Aspects of Chabad Chasidism
- Chasidic Discourses, 2 voll.
- Likkutei Dibburim, 5 voll.
- The Principles of Education and Guidance
- The Heroic Struggle
- The Four Worlds
- Oneness in Creation

### CD/Video
- (EN) America Is No Different (L'America non è differente)

### Edizioni italiane
- Libreria Ebraica Mamash, su Mamash.it.